# Gongliu
Gongliu (léase Kong-Liú, en chino, 巩留县; pinyin, Gǒngliú xiàn) también conocida por su nombre uigur de   Tokkuztara (en uigur: توققۇزتارا, romanizado: Tokkuztara, lit. 'nueve arroyos'; en chino, 特克斯塔留; pinyin, Tè'ksītǎliú) es un municipio bajo la administración directa de la Prefectura Yili en la Región autónoma de Sinkiang, República Popular China. Su área es de 4111 km² y su población total para 2010 superó los 160 mil habitantes.

## Administración
Desde octubre de 2019, el condado  Gongliu se divide en 8 pueblos que se administran en 6 poblados y 2 villas.

## Toponimia
El nombre chino Gongliu se eligió de manera oficial cuando se creó como condado en 1932 y deriva de la frase 'estabilidad y larga duración' (巩固长留 Gǒng gùzhǎng Liú).
El nombre original en uigur Tokkuztara significa "nueve arroyos" porque los brazos del río Ilí se fusionaban en la zona.